# Mount Hampton
Mount Hampton är en vulkan i Antarktis. Den ligger i Västantarktis. Inget land gör anspråk på området. Toppen på Mount Hampton är 3 323 meter över havet. Mount Hampton ingår i Executive Committee Range.
Mount Hampton är den högsta punkten i trakten.